# 宮良長詳
宮良長詳（1894年1月11日—1965年1月30日），出生於日本沖繩縣石垣市，琉球姓氏為山陽姓。二戰前為日本沖繩縣的醫生，戰後成為美治琉球八重山群島地區的政治家，曾擔任八重山自治會會長及八重山支廳長。
1921年（大正10年）畢業於日本九州帝國大學醫學部。
1924年回到石垣島開設醫院，於二次大戰前曾積極參予八重山群島設置中學的運動。
1945年沖繩島戰役後，原本日本政府治理八重山地區所設置的八重山支廳喪失治理機能，為了止住八重山地區的混亂，與當地志願者共同成立八重山自治會並擔任會長。直到美軍進駐八重山群島後重新設立八重山支廳，繼續擔任八重山支廳長。
隔年辭去支廳長之職務，並成立八重山人民黨，持續從事政治活動，晚年歸依佛教。